# 饥荒 (游戏)
《饥荒》（直译为“别挨饿”）是一款由加拿大公司科雷娱乐开发的开放世界生存游戏。這款遊戲首先在2013年4月23日透過Steam发行。隔年，PlayStation 4的版本Don't Starve: Giant Edition發行（PlayStation Vita及PlayStation 3也分別在2014年9月及2015年6月發行，而Xbox One的版本則於2015年8月發行）。iOS版本的Don't Starve被更名為Don't Starve: Pocket Edition並於2015年7月9日發行，Android版本在2016年10月20日發行。2014年4月30日，一個稱作「巨兽统治」（Reign of Giants）的DLC推出。2015年6月3日，針對現有用戶可以免費使用支援多人遊戲的Don't Starve Together。2018年4月12日，推出Nintendo Switch版本。
這個遊戲圍繞在一位名叫Wilson的科學家，他發現自己身處黑暗陰暗的世界，必須盡可能長時間生存。為此，玩家必須保持Wilson的健康、食物和精神穩定來避免了各種超現實和超自然的敵人殺死和吞噬他。
《飢荒》是Klei第一次嘗試生存題材。受到Minecraft的影響，這個遊戲也是將玩家放置到遊戲世界中，並未給予玩家太多的指示以及特定的生存目標。該遊戲在遊戲評論家受普遍好評，包括其美術風格、音樂以及玩家死亡的多樣性。然而，其遊戲的高難度和永久死亡的設定卻不太受歡迎。
2019年8月14日，科雷娱乐为Steam端更新了官方中文。

## 游戏方法
游戏的目标是长时间内保持存活，同时避免饥饿、精神错乱和敌人。玩家可以收集并制作各种物品和工具，以及建造各种建筑以求生存。假如你厭倦了現在的世界，你可以收集四個零件（Crank Thing，Box Thing，Metal Potato Thing，Ring Thing）並於第五個零件（Wooden Thing）之處組裝，此舉會摧毀原本的世界並可以使你进入下一个世界，當然能帶去的只有身上物品及配備物件（四样），但有些東西無法帶，如：眼骨。玩一般模式的同时，通过找到“恶魔之门”可进行冒险挑战，但什么也带不了。玩家会接受越来越难的挑战（麦克斯韦会因此变弱）。共七种：永夜，冬季之王，冷淡的招待，群岛，步步为营，天堂与地狱（两个世界）和胜负以分。

## 情節設定

### 人物
玩家扮演一名年轻的绅士科学家威爾森·柏斯科·希伯理(Wilson Percival Higgsbury)。Wilson试图制造了一台不明机器但没有效果，当他的收音机告诉他可以准备学习禁忌的知识来完成机器，因此，他开始学习制造机器所需要的知识。
完成机器后，Wilson意识到录音机里的声音欺骗了他。机器似乎被各种恶魔控制着，Wilson被传送到一个神秘的地方，似乎一切都想伤害他。这就是玩家控制他并在此求生的地方。

## 遊戲發展

### 發佈與更新

#### Don't Starve Mega Pack
2016年9月13日，PlayStation 4上發佈了一個名為《Don't Starve Mega Pack》的組合包，其內容包含《Don't Starve: Console Edition》、《Don't Starve: Shipwrecked Console Edition》、《Don't Starve: Reign of Giants Console Edition》、《Don't Starve Together: Console Edition》以及秋季PS4主題。2018年4月20日，此組合包也開始在Microsoft Store上販售。不久之後，Steam上開始販賣一個名為《Don't Starve MEGA PACK PLUS》的組合包，內容包含《Don't Starve》、《Don't Starve: Reign of Giants Edition》、《Don't Starve Together》、《Don't Starve: Shipwrecked》以及《Don't Starve: Hamlet》。

#### Don't Starve: Reign of Giants
《Don't Starve: Reign of Giants》，常翻譯為《飢荒：巨兽统治》，是此遊戲的第一個付費DLC，於2014年1月18日釋出。

#### Don't Starve: Shipwrecked
《Don't Starve: Shipwrecked》，常翻譯為《飢荒：船難》，是此遊戲的第二個付費DLC，於2015年12月1日開放PC搶先體驗。此為與超時空戰隊的開發商Capybara Games共同研發的DLC。此擴充包新增了人物、生態系、生物以及季節特效。

#### Don't Starve: Pocket Edition
《Don't Starve: Pocket Edition》是在移動裝置上進行的遊戲版本，內建巨人王朝DLC。針對iOS平台的遊戲於2015年7月9日上架，而Android平台則在2016年10月20日上架。

#### Don't Starve: Hamlet
《Don't Starve: Hamlet》，常翻譯為《飢荒：哈姆雷特》或是《飢荒：豬鎮》，是此遊戲的第三個付費DLC。2017年9月13日發佈了第一則有關此DLC的訊息，並預計於2018年12月釋出。2018年11月8日，開放了搶先體驗。